# Виктория Гаго
Вижте пояснителната страница за други личности с името Виктория.
Клементина Голабоска, известна с псевдонима си Виктория Гаго (на македонска литературна норма: Викторија Гаго), е писателка от Северна Македония.

## Биография
Клементина Голабоска е родена на 4 август 1951 година в Струга, тогава Кралство Югославия, днес Северна Македония. Пише под името на баба си и баща си. Завършва право в Скопския университет „Св. св. Кирил и Методий“. След това започва работа в съда в Струга и работи като съдия от 1986 година. Първият ѝ роман е „Сатурн се враќа“, който излиза в лятото на 2001 година. Вторият ѝ роман „Допир до вистината“ е публикуван в 2003 година. С първите си два романа участва в конкурса за роман на годината за 2001 и 2003 г. на „Утрински вестник“.